# 7 Studios
7 Studios (также Seven Studios) — бывшая компания, специализировавшаяся на разработке компьютерных игр; дочернее общество издателя и разработчика Activision.

## История компании
7 Studios была основана Льюисом Питерсоном (англ. Lewis Peterson) в 1999 году как частная компания. Первым проектом студии стала action-adventure Legion: Legend of Excalibur, вышедшая на игровой консоли PlayStation 2 в 2000 году.
В 2002 году на приставках PlayStation 2, Xbox и GameCube была издана игра Defender, выполненная в жанре научно-фантастического шутера.
Игра Charlie's Angels: Angel X, появившаяся на прилавках в 2003 году, базируется на фильме «Ангелы Чарли: Только вперёд» и представляет собой экшн с видом от третьего лица. Начиная с данной игры 7 Studios переходит к разработке исключительно игр, разработанных по кинолицензиям.
Наиболее известными разработками компании считаются Pirates of the Caribbean: The Legend of Jack Sparrow 2006 года, созданная по мотивам фильма «Пираты Карибского моря: Сундук мертвеца» и «Шрек Третий» — аркадная игра, выпущенная одновременно с показом одноименного мультфильма.
6 апреля 2006 года 7 Studios стала собственностью Activision. Позднее штат сотрудников компании был сокращен с 75 до 30 человек.
В феврале 2011 года студия была закрыта.
Основной офис размещался в Лос-Анджелесе, штат Калифорния, США. Дополнительный — в городе Тайбэй, Тайвань.

## Разработанные игры
| Год выпуска | Название                                             | Жанр                  | Платформы                         | Издатель                      |
| ----------- | ---------------------------------------------------- | --------------------- | --------------------------------- | ----------------------------- |
| 2002        | Legion: Legend of Excalibur                          | Action                | PlayStation 2                     | Midway Games                  |
| 2002        | Defender                                             | Шутер                 | PlayStation 2, Xbox, GameCube     | Midway Games                  |
| 2003        | Charlie's Angels: Angel X                            | Action                | ПК                                | Sony Online Entertainment     |
| 2005        | Fantastic Four                                       | Action                | PlayStation 2, Xbox, GameCube     | Activision                    |
| 2006        | Pirates of the Caribbean: The Legend of Jack Sparrow | Action-adventure      | PlayStation 2, ПК                 | Bethesda Softworks            |
| 2006        | The Sopranos: Road to Respect                        | Action                | PlayStation 2                     | THQ                           |
| 2007        | Shrek the Third                                      | Action-adventure      | Xbox 360, ПК                      | Activision                    |
| 2007        | Fantastic Four: Rise of the Silver Surfer            | Action                | Wii, PlayStation 2, Nintendo DS   | 2K Games                      |
| 2007        | Napoleon Dynamite: The Game                          | Action                | PlayStation Portable, Nintendo DS | Crave Entertainment           |
| 2008        | George of the Jungle and the Search for the Secret   | Action / платформер   | Nintendo DS                       | Crave Entertainment           |
| 2008        | Six Flags Fun Park                                   | Adventure / мини-игры | Wii, Nintendo DS                  | Ubisoft и Brash Entertainment |
| 2009        | Space Camp                                           | Adventure / мини-игры | Wii, Nintendo DS                  | Activision                    |